# 1388
Година 1388(MCCCLXXXVIII) е високосна година, като първия ден се пада Сряда според Юлианския календар.

## Събития
27 август – Битката при Билеча: Босненската армия побеждава армията на Лала Шахин и забавя настъплението на османската армия в Босна.

## Починали
- Иван Асен V,